# لشکر ۵۰ زرهی (ایالات متحده آمریکا)
لشکر ۵۰ زرهی ایالات متحده آمریکا (انگلیسی: 50th Armored Division) لشکر زرهی نیروی زمینی ایالات متحده آمریکا است، که در سال ۱۹۴۶ تأسیس شد و در سال ۱۹۹۳ منحل گردید.
در ۱۳ اکتبر ۱۹۴۵، وزارت جنگ بیانیه‌ای در مورد سیاست‌های پس از جنگ برای کل ارتش منتشر کرد و خواستار تشکیل یک ساختار گارد ملی ارتش با ۲۷ لشکر، شامل ۲۵ لشکر پیاده‌نظام و دو لشکر زرهی شد. پس از تکمیل روند مذاکره، لشکرهای زرهی ۴۹ و ۵۰، اولین لشکرهای زرهی در گارد ملی ارتش، در میان تشکیلات جدید تشکیل شده، قرار گرفتند. لشکر زرهی ۵۰ جایگزین لشکر ۴۴ پیاده در گارد ملی ارتش نیوجرسی شد و لشکر ۵۰ زرهی، لقب "جرسی بلوز" را که به لشکر ۴۴ پیاده مربوط بود را به خود گرفت. اکثر واحدهای لشکر ۵۰ زرهی، واحدهای قدیمی لشکر ۴۴ پیاده بودند و تاریخچه آن واحدها را به ارث برده بودند.